# Desiderio Sosa
Desiderio Antonio Sosa (Itatí, Provincia de Corrientes, 1829 - Buenos Aires, 1878) fue un militar argentino, que ejerció gran influencia en las primeras épocas de la organización nacional, participó con destacada actuación en la Guerra de la Triple Alianza, en las últimas guerras civiles argentinas y en la política argentina desde el Partido Liberal.

## Biografía
Nacido en Paraje Yacareí, unos 10 km al sur de Itatí, era hijo de Ángel Corrales y Ángela Sosa. Provenía de una familia humilde, aunque de las más antiguas de la zona, y era sobrino del coronel Castor de León, de vasta trayectoria en las guerras civiles argentinas. Fue criado por su tía Clara Sosa, quien lo envió a estudiar a San Cosme y posteriormente al Colegio San Francisco de la ciudad de Corrientes bajo instrucción de Fray José de la Quintana, donde inició una amistad con Manuel Ignacio Lagraña y con su compañero de banco y condiscípulo Juan Eusebio Torrent, cuya amistad sería determinante en momentos cruciales de su vida.

### Las guerras civiles
A los dieciséis años de edad se enroló en los ejércitos del gobernador Joaquín Madariaga, y combatió en la batalla de Vences contra las fuerzas de Justo José de Urquiza. En 1849 el gobernador Benjamín Virasoro lo conoció en casa de su tía Clara y lo nombró portaestandarte; a órdenes del mayor Fermín Alsina combatió contra el caudillo Manuel "el Pájaro" Vallejos, que se había levantado contra los Virasoro.
A órdenes del gobernador Virasoro luchó en la batalla de Caseros en la división de Wenceslao Martínez, siendo ascendido al grado de teniente primero. Siguiendo al entonces coronel Juan Madariaga, participó en la revolución del 11 de septiembre de 1852 y luego en la desastrosa campaña contra la Provincia de Entre Ríos, donde con intenciones de destituir a Urquiza intentaron fallidamente invadir la villa de Arroyo de la china (Concepción del Uruguay); al frente de un cuerpo de caballería, fue abandonado por la escuadrilla de Madariaga. Cuando esas fuerzas fueron desarmadas, siendo hábil jinete, se unió al ejército correntino bajo el mando de uno de los más experimentados militares, el viejo capitán de granaderos a caballos José de la Cruz Masdeu, luchando en defensa del gobernador Juan Gregorio Pujol contra el levantamiento del general Nicanor Cáceres.
Durante la administración de Pujol continuó prestando servicios militares hasta el año 1857, en que fue nombrado juez "avenidor" en el fuero comercial en San Cosme y luego juez de paz en Monte Caseros, donde se destacó como impulsor de la instalación de escuelas: donó 49 pesos fuertes para la creación del Colegio Nacional de Corrientes y, en 1871, 200 patacones para la Escuela de niñas de Empedrado.
Apoyó la revolución de 1861 contra el gobernador José María Rolón, que llevó de nuevo a los liberales al gobierno, siendo elegido gobernador José Pampín, incorporándose al batallón Guardias de la Ley. Al año siguiente fue elegido gobernador el antiguo amigo de Sosa, Manuel Lagraña. Participó en la lucha contra el nuevo alzamiento de Cáceres, mostrándose muy intrépido y generoso en los combates de Costa del Timboy y Laguna Pucú; por lo cual fue ascendido en el campo de batalla. Poco después, Sosa recibió como obsequio una espada del General Bartolomé Mitre, con una carta que expresaba lo siguiente:

Envío a Vd. la espada que encargué al Doctor Torrent prometiese a Vd. en mi nombre, en la seguridad que Vd. la empleará en todo caso de la manera más digna para un patriota y para un valiente como en la revolución que ha devuelto a Corrientes sus derechos y libertades.

En 1863 Ingresó al Ejército Argentino con el grado de Mayor y fue trasladado a la provincia de Buenos Aires, destacado en la frontera con los indígenas. A órdenes del entonces coronel Ignacio Rivas, combatió contra varios malones en los años 1863 y 1864, en la zona de Azul y Tapalqué.

### Invasión paraguaya de Corrientes
De regreso a Corrientes, defendió al Partido Liberal por la prensa, frente a la publicación del periódico El Independiente, opositor y cercano a los federales de Urquiza.
Al producirse la invasión paraguaya de Corrientes el 13 de abril de 1865, Sosa subió al vapor Gualeguay, atracado junto a la costa, para —con sólo 80 hombres— intentar defenderlo del ataque de 4000 hombres con sólo 80. Una hora más tarde, vencido, se retiró hacia la ciudad, que estaba siendo ocupada por la infantería paraguaya, mientras dos columnas paraguayas cruzaban a la provincia de Corrientes por Paso de la Patria, dirigiéndose una a la costa del río Paraná y la otra a la del Uruguay.
Algunos jefes correntinos, especialmente el coronel Alsina, extrajeron de la ciudad todos los hombres de armas que pudieron y los llevaron hasta San Cosme, donde el gobernador Lagraña instaló su gobierno y campamento militar. Allí se dirigió también Sosa, que fue nombrado jefe del "Cuerpo de Vanguardia" del Ejército Argentino, formado por 1800 hombres exclusivamente de caballería con organización deficiente y armamentos precarios y obsoletos. Pese a que lograron algunos pequeños triunfos sobre las fuerzas del general paraguayo Wenceslao Robles, sus hombres terminaron reduciéndose a sólo 800, que fueron fácilmente derrotados por los invasores.
Algunos correntinos simpatizaban más con los paraguayos que con los porteños, pero los excesos de los ocupantes paraguayos y la insistencia del gobierno de Mitre en que el ataque había sido hecho sin declaración de guerra, los hicieron cambiar de idea. Prácticamente toda la provincia se sumó a la lucha contra los invasores, incluso el caudillo federal Cáceres, que se había rebelado varias veces y se rebelaría de nuevo más tarde contra Lagraña. Las tropas paraguayas iban ocupando la provincia, mientras el gobierno provincial debía retirarse de San Cosme y las fuerzas de Alsina eran derrotadas junto al río Santa Lucía.
El gobierno de Buenos Aires envió a Corrientes 1500 hombres, a bordo de buques brasileños de la escuadra del almirante brasileño Barroso, al mando de Wenceslao Paunero; el jefe de la avanzada se lanzó con sólo una parte de las fuerzas a intentar ocupar Corrientes, pero fracasó por completo y se vio obligado a evacuar la ciudad. Sólo unas semanas más tarde, tras la victoria naval brasileña en la Batalla del Riachuelo, la ciudad pudo ser liberada.
Al abandonar Corrientes el 11 de julio, fuerzas paraguayas tomaron prisioneras a varias mujeres, en busca de datos para saber en dónde se encontraban sus esposos militares; de esa manera esperaban averiguar el paradero del ejército provincial. La negativa de cinco de ellas a colaborar causó que los paraguayos se las llevaran prisioneras. Entre estas cautivas correntinas se encontraba Toribia, la esposa del mayor Sosa. El hecho empeoró mucho la imagen del gobierno y el ejército paraguayo en la opinión pública argentina, generando —junto a la propaganda del gobierno— un gran entusiasmo bélico a favor de la guerra. Años más tarde, cuatro de las cautivas regresaron, en muy malas condiciones físicas y psicológicas, a Corrientes; sólo una perdió la vida en algún lugar del sur del Paraguay: la esposa de Sosa.
Mientras tanto, al iniciarse la retirada paraguaya, Sosa y un grupo de voluntarios correntinos, incorporado en Corrientes a las fuerzas de Paunero cruzaron el sur de la provincia hacia la costa del río Uruguay, donde la división paraguaya de Antonio de la Cruz Estigarribia avanzaban hacia el sur divididos en dos columnas, una a cada lado del río. Esa división de correntinos, en la que marchaban como oficiales Santiago Baibiene, Daniel Artaza y Plácido Martínez se unió a una segunda columna al mando de Simeón Paiva en Paso de los Libres; todos estos oficiales serían de gran relevancia durante la siguiente década en la política correntina. Las fuerzas correntinas, algunas tropas brasileñas, tropas de línea argentinas y uruguayas formaron una gran división a órdenes del presidente Venancio Flores, que derrotó a los invasores en la batalla de Yatay. Poco después, el resto de la columna paraguaya se rendía en Uruguayana.

### Sosa en el Paraguay
En 1866, el Partido Liberal se dividió en dos grupos: el del periódico La Libertad, en la capital, fundado por Pampín y Lagraña y dirigido por Juan Eusebio Torrent, y el grupo nacionalista (entiéndase partidario de Mitre) de Baibiene y Plácido Martínez, que editaba en Goya el periódico La Esperanza. Sosa se inclinó por el grupo de su viejo amigo Torrent, pero no participó en el conflicto por estar en el frente de la guerra. Esta división permitió a los federales elegir gobernador al estanciero Evaristo López.
Al formalizarse la organización del ejército de la Triple Alianza bajo el mando del presidente Mitre, se crearon tres divisiones de correntinos, una de mil jinetes al mando de Manuel Hornos, otra de mil quinientos montoneros a las órdenes de Nicanor Cáceres, y una tercera de infantería, el Batallón 1.º Guardias Nacionales de Corrientes, compuesto por unos 400 hombres de Infantería, al mando del coronel Desiderio Sosa. No obstante, las tropas de caballería de Hornos y Cáceres comenzaron a dispersarse y desertar, de modo tal que debieron ser reorganizadas, mientras el batallón de Sosa participó en la campaña de Humaitá, largo período de la guerra del Paraguay que permitió iniciar el avance sobre Asunción.
Sosa combatió en el combate de Itapirú y en Estero Bellaco, y tuvo una actuación destacada anticipándose al ataque enemigo en la batalla de Tuyutí. A órdenes de Paunero, su batallón fue diezmado durante la batalla de Yataytí Corá, tras la cual fue nombrado edecán del general Mitre en la entrevista personal con el presidente paraguayo Francisco Solano López. Durante la misma intentó, infructuosamente, averiguar qué había ocurrido con su esposa. Su última participación en la guerra fue en el desastre de Curupaity, tras la cual fue ascendido al grado de teniente coronel.
En mayo de 1868 estalló una revolución liberal que generó una guerra civil: el gobernador López abandonó la capital mientras sus fuerzas, al mando de Cáceres, controlaban todo el sur de la provincia. En la ciudad, los liberales nombraron sucesivamente gobernadores a Victorio Torrent, José Miguel Guastavino y Santiago Baibiene. El presidente Mitre envió fuerzas del línea desde el frente paraguayo, que derrotaron a Cáceres y confirmaron el derrocamiento del gobernador legal. Sosa creyó que iba a formar parte de la división del ejército nacional que atacaría a los federales, y se sintió muy ofendido cuando supo que no sería así; sumado a que creía haber hecho méritos suficientes para un ascenso a coronel que no llegaba, pidió y obtuvo la baja del Ejército a fines de 1868.
Durante un tiempo trabajó como hachero y obrajero en el Chaco.

### Regreso a Corrientes
Regresó a su provincia natal a principios de 1871, y fue nombrado legislador provincial por Empedrado. Corrientes vivía un período de abundancia, debido a que había sido el centro de acopio de todo el material de la guerra, que acababa de terminar, y era el punto desde donde las tropas regresaban a sus provincias. Eso desató el desastre: algunas de esas tropas estaban enfermas de fiebre amarilla, dos mil correntinos murieron de esa enfermedad, y a principios de 1871, la epidemia llegó a Buenos Aires desde Corrientes: 14 000 personas morirían en cinco meses en la capital.
En Entre Ríos, el general Ricardo López Jordán dirigió una de las últimas revueltas federales, que causó la muerte de Urquiza, y fue elegido gobernador. Perseguido durante meses por toda su provincia por las fuerzas nacionales, invadió la provincia de Corrientes con 7000 hombre, en busca de refuerzos. El gobernador Baibiene le salió al encuentro con unos 3000 hombres, derrotándolo en la batalla de Ñaembé, gracias a la superioridad de la infantería. Al terminar la batalla, el gobernador ascendió a los dos jefes de la infantería al grado de coroneles: eran Desiderio Sosa, inspector general de armas de la provincia, y el tucumano Julio Argentino Roca, que sería dos veces presidente de la Nación. López Jordán se retiró al Brasil, y la batalla significó el final de la primera rebelión jordanista.
La división del partido liberal se agravó, y Baibiene quiso imponer a su sucesor, Agustín P. Justo, junto al vicegobernador Manuel Calvo. El grupo rival, dirigido por Martínez, propuso como candidato a gobernador a Desiderio Sosa. Las elecciones fueron muy violentas, y los caudillos federales como Vallejo —que apoyaban a Sosa— impidieron la votación en algunos pueblos, mientras que las fuerzas militares de Martínez hicieron imposible la elección en la capital provincial. Con los electores de los pueblos que quedaban y de algunas parroquias de la ciudad, Baibiene impuso la candidatura de Justo y se preparó para entregarle el mando.
El 5 de enero de 1872, cuando aún no había asumido Justo, el coronel Valerio Insaurralde inició una revolución en Curuzú Cuatiá, seguido en pocos días por otros caudillejos locales como Raymundo Fernández Reguera, Marcos Azcona, Manuel Vallejos y Serapio Sánchez. El día 9 se les unió gran parte del ejército provincial, comandado por el propio Sosa, a quien acompañaban Torrent y Alsina. La guerra civil se generalizaba y Sosa tenía el apoyo de Nicolás Avellaneda, ministro de Justicia y Educación de la Nación, y del vicepresidente Adolfo Alsina. A Baibiene le quedaban, sin embargo, fuerzas muy poderosas: la provincia estaba aún parcialmente ocupada por fuerzas nacionales, y éstas fueron puestas al mando del coronel Calvo, vicegobernador electo, en la capital y por el gobernador Baibiene en el sur de la provincia.
El 12 de enero, Justo asumió formalmente el gobierno pero casi enseguida debió abandonar la ciudad: acompañado por Virasoro y Filemón Díaz de Vivar se embarcó en el vapor brasileño Inhauma y se dirigió a Rosario. Allí solicitó al presidente Sarmiento la intervención federal de la provincia; Sarmiento, que consideraba a Justo y Baibiene exclusivamente partidarios de Mitre, respondió que estaba ocupado por asuntos urgentes en otras provincias. Es que la situación en cada provincia contaba para las elecciones: un colegio electoral adverso le hubiera costado al presidente no poder participar en la elección de su candidato, Avellaneda. Sólo varias semanas más tarde envió una comisión mediadora, constituida por el coronel Roca y por Santiago Cortínez.
Sosa nombró un triunvirato formado por Gregorio Pampín, Tomás de Vedoya y Emilio G. Díaz, y salió al interior de la provincia a enfrentar a sus enemigos. Durante dos meses, las fuerzas de los dos bandos se persiguieron por toda la provincia chocando en combates menores sin resultado decisivo, hasta que el 4 de marzo, 3500 hombres de cada bando se enfrentaron en la batalla de Tabaco o de los Campos de Acosta, cerca de Empedrado, en el choque más sangriento de la historia de Corrientes. Tras la muerte en combate del exgobernador Lagraña, Baibiene fue tomado prisionero por el coronel Insaurralde, y la victoria quedó en manos de Sosa.
Victorioso, Sosa no quiso entrar como dictador militar a la capital, de modo que dejó el gobierno en manos del triunvirato; poco después, sin embardo, ordenó a Vedoya y Díaz presentar sus renuncias, para que el gobierno quedase en manos de Pampín, pero la comisión nacional convenció a los triunviros de llamar a nuevas elecciones. De las mismas resultó elegido gobernador Miguel Victorio Gelabert. Éste, receloso del poder de Sosa, lo acusó de haberse levantado contra el gobierno legal, lo arrestó, lo dio de baja del ejército y lo expulsó de la provincia.

### En el exilio
Sosa se exilió en Buenos Aires, donde fue contratado como empleado de comercio por el ex canciller Rufino de Elizalde; éste consiguió que el coronel fuese nombrado jefe de parte de la frontera sur de la provincia de Santa Fe.
Participó en la revolución de 1874; aunque no peleó en la batalla de La Verde —en que fueron derrotados los revolucionarios— fue arrestado y se le rebajó el sueldo.
Regresó a Santa Fe, donde en 1877 participó en una revolución liberal de Patricio Cullen contra el gobernador Servando Bayo: con un centenar de hombres tenía la misión de invadir el sur de Santa Fe. Fue rechazado, pero en su retroceso arrastró a parte de las fuerzas enemigas, lo cual facilitó las operaciones de Cullen, que ocupó la capital de la provincia antes de ser derrotado. La maniobra le dio mucho prestigio en los círculos de la oposición, y el propio Mitre lo llamó «uno de los militares más distinguidos que la Provincia de Corrientes ha dado al Ejército Nacional.»
Recluido en Buenos Aires, falleció a los 49 años, el 5 de mayo de 1878. Sus restos descansan en un cementerio de la capital.
Un paraje en el interior provincial correntino y una calle de Itatí —su pueblo natal— recuerdan a este militar. Las autoridades municipales han solicitado el traslado de sus restos a esa ciudad.